# Chew-Chew Baby
Chew-Chew Baby, ou Uma Dama Muito Fina é o 13º desenho animado cinematográfico da série animada Pica-Pau. Foi produzido no dia 5 de Fevereiro de 1945.

## História
O desenho abre com a fachada da pensão de Leôncio. De repente, do topo da pensão até o térreo, as luzes se acendem. Segundo Leôncio, Pica-Pau só come e não lhe paga nada. Daí, ele chuta o pássaro para o lixo lhe chamando de "vagabundo". Logo depois, Pica-Pau descobre através de um anúncio de jornal que Leôncio busca uma mulher para se casar. Daí, o pássaro se veste de mulher tendo passado a se chamar Clementina e ao visitar Leôncio na pensão começa a devorar a comida dele.
Então, Leôncio se senta com tanta força no sofá em que Clementina está sentada que esta pula, se transformando novamente em pleno ar no Pica-Pau. A peruca dela cai em Leôncio, e o pássaro, ainda no ar, se livra do resto da fantasia. Ao cair de novo sentado no mesmo sofá, Pica-Pau joga Leôncio para cima, e o fura com um garfo. Quando Leôncio reconhece o pássaro, este diz que ele é Clementina e o joga no piano.
Depois, começa os sucessivos ataques de comilança:
1. O pássaro come maçãs na geladeira. Leôncio tenta socar a cabeça dele, que mais do que de repente fecha a porta da geladeira e foge deixando a morsa com uma mão bem perto do ombro e outra bem longe do ombro.
2. O pássaro come tortas deixadas em uma mesa de madeira. Enquanto isso, já pode-se ver um pedaço de madeira em cima do Pica-Pau. Leôncio tenta bater nele com uma ripa, mas o pássaro bica a ripa e a morsa recebe a famosa "torta na cara".
3. O pássaro assalta outra mesa de madeira com vários tipos de frutas. Por debaixo do assoalho onde está o pássaro, Leôncio corta um círculo. Esperto, Pica-Pau deixa um cofre no seu lugar, que, quando cai em cima da morsa, ela fica negra de alcatrão.
4. O pássaro come um balde cheio de sorvete, quando a morsa coloca uma dinamite perto do pássaro, que o empurra e puxa uma porta corta-incêndio. Durante essa cena, Pica-Pau pede aos telespectadores que se segurem nas cadeiras, pois iriam ouvir a maior explosão da história. Este tapa os ouvidos, e a dinamite explode.

Então, ele entra no rombo da porta e aparece com uma esteira de ambulância. No meio dela, o pássaro está rodeado de frutas. No fim, ele diz à morsa que faz o trabalho de três pica-paus.